# Ria-Mori (Aldeia, Suro-Craic)
Ria-Mori (Riamori, Reamori, Rai Mori) ist eine osttimoresische Aldeia im Suco Suro-Craic (Verwaltungsamt Ainaro, Gemeinde Ainaro). 2015 lebten in der Aldeia 455 Menschen.

## Geographie
Die Aldeia Ria-Mori liegt im Norden des Sucos Suro-Craic. Südlich befindet sich die Aldeia Bazar und nördlich die Aldeia Nó-Ulo. Im Westen grenzt Nó-Ulo an den Suco Ainaro und im Osten an den zum Verwaltungsamt Hato-Udo gehörenden Suco Leolima. Die Grenze zu Leolima bildet der Belulik, die Grenze zum Suco Ainaro der Maumall, eine Nebenfluss des Belulik.
Die Besiedlung der Aldeia gruppiert sich an der einzigen Straße, die das Zentrum durchquert. An der Grenze im Norden liegt das Dorf Ria-Mori. Die Grenze markiert die Brücke Kiik Nó-Ulo. Eine weitere kleine Siedlung befindet sich an der Südgrenze.